# Molalla, Oregon
Molalla, Oregon (енгл. Molalla) град је у америчкој савезној држави Орегон.

## Демографија
По попису из 2010. године број становника је 8.108, што је 2.461 (43,6%) становника више него 2000. године.
| Група             | 2000.         | 2010.         |
| Белци             | 4.841 (85,7%) | 6.619 (81,6%) |
| Афроамериканци    | 25 (0,4%)     | 49 (0,6%)     |
| Азијати           | 28 (0,5%)     | 66 (0,8%)     |
| Хиспаноамериканци | 596 (10,6%)   | 1.173 (14,5%) |
| Укупно            | 5.647         | 8.108         |